# Thoissey
Thoissey település Franciaországban, Ain megyében. Lakosainak száma 1644 fő (2022. január 1.). Thoissey Saint-Didier-sur-Chalaronne és Dracé községekkel határos.

## Népesség
A település népessége az elmúlt években az alábbi módon változott:
| Lakosok száma | 1445 | 1481 | 1306 | 1465 | 1630 | 1712 | 1741 | 1690 | 1664 | 1644 |
|               | 1968 | 1982 | 1990 | 2006 | 2013 | 2015 | 2017 | 2019 | 2020 | 2022 |